# Вергунівська сільська рада
Вергуні́вська сільська́ ра́да — адміністративно-територіальна одиниця та орган місцевого самоврядування в Черкаському районі Черкаської області. Адміністративний центр — село Вергуни.

## Загальні відомості
- Населення ради: 3 199 осіб (станом на 2001 рік)

## Населені пункти
Сільській раді підпорядковані населені пункти:
- с. Вергуни
- с. Нечаївка

## Склад ради
Рада складається з 20 депутатів та голови.
- Голова ради: Діхтяр Микола Леонтійович
- Секретар ради: Старова Людмила Пилипівна

### Керівний склад попередніх скликань
| Прізвище, ім'я, по батькові | Основні відомості                                                         | Дата обрання | Дата звільнення |
| --------------------------- | ------------------------------------------------------------------------- | ------------ | --------------- |
| Діхтяр Микола Леонтійович   | Сільський голова, 1950 року народження, освіта вища, безпартійний         | 26.03.2006   | 31.10.2010      |
| Діхтяр Микола Леонтійович   | Сільський голова, 1950 року народження, освіта вища, член Партії регіонів | 31.10.2010   |                 |

Примітка: таблиця складена за даними сайту Верховної Ради України

### Депутати
За результатами місцевих виборів 2010 року депутатами ради стали:

#### За суб'єктами висування
| Суб'єкт висування                                       | Кількість обраних депутатів | %  |
| ------------------------------------------------------- | --------------------------- | -- |
| Партія регіонів                                         | 8                           | 40 |
| Самовисування                                           | 8                           | 40 |
| Політична партія Всеукраїнське об'єднання «Батьківщина» | 2                           | 10 |
| Єдиний Центр                                            | 1                           | 5  |
| Партія Пенсіонерів України                              | 1                           | 5  |

#### За округами
| № округу                                                | Прізвище, ім'я, по батькові      | Дата визнання обраним | Освіта  | Партійна приналежність          | Відомості про обраного депутата                                            |
| ------------------------------------------------------- | -------------------------------- | --------------------- | ------- | ------------------------------- | -------------------------------------------------------------------------- |
| Єдиний Центр                                            |                                  |                       |         |                                 |                                                                            |
| 15                                                      | Толстунов Григорій Олександрович | 14.11.2010            | вища    | член Єдиного Центру             | Вергунівська загальноосвітня школа І-ІІІ ст., оператор газової котельні    |
| Партія Пенсіонерів України                              |                                  |                       |         |                                 |                                                                            |
| 20                                                      | Степаненко Олександр Васильович  | 14.11.2010            | середня | член Партії пенсіонерів України | ЧФ «Приват Банк», кредитний інспектор                                      |
| Партія регіонів                                         |                                  |                       |         |                                 |                                                                            |
| 1                                                       | Старова Людмила Пилипівна        | 04.11.2010            | вища    | член Партії регіонів            | Вергунівська сільська рада, секретар                                       |
| 2                                                       | Манько Олена Петрівна            | 04.11.2010            | вища    | член Партії регіонів            | Вергунівський будинок культури, художній керівник                          |
| 5                                                       | Куціль Євгеній Романович         | 04.11.2010            | середня | член Партії регіонів            | СТОВ «Колос», завідувач майстерні                                          |
| 7                                                       | Пікалова Валентина Марківна      | 04.11.2010            | вища    | член Партії регіонів            | ВергунівськаМедамбулаторія ЗПСМ, головний лікар                            |
| 8                                                       | Алеко Олександр Іванович         | 04.11.2010            | вища    | член Партії регіонів            | СТОВ «Колос», головний енергетик                                           |
| 12                                                      | Шальонний Валентин Дмитрович     | 04.11.2010            | вища    | член Партії регіонів            | СТОВ «Колос», агроном                                                      |
| 13                                                      | Шальонний Володимир Дмитрович    | 04.11.2010            | вища    | член Партії регіонів            | СТОВ «Колос», начальник ПСО                                                |
| 18                                                      | Письмак Володимир Антонович      | 04.11.2010            | вища    | позапартійний                   | СТОВ"Колос", електрик                                                      |
| Політична партія Всеукраїнське об'єднання «Батьківщина» |                                  |                       |         |                                 |                                                                            |
| 6                                                       | Шуліка Ірина Вікторівна          | 04.11.2010            | вища    | позапартійна                    | ПАТ КБ «Приватбанк», касир- операціоніст                                   |
| 9                                                       | Моргун Алла Федорівна            | 04.11.2010            | вища    | позапартійна                    | Вергунівська медамбулаторія ЗПСМ, медична сестра                           |
| Самовисування                                           |                                  |                       |         |                                 |                                                                            |
| 3                                                       | Манько Олена Василівна           | 04.11.2010            | вища    | член Партії регіонів            | Вергунівська сільська рада, спеціаліст по субсидія                         |
| 4                                                       | Ситник Микола Іванович           | 04.11.2010            | середня | позапартійний                   | Компанія «Імідж Ойл — Інвест», менеджер з продажу                          |
| 10                                                      | Батюшинський Іван Свиридович     | 04.11.2010            | середня | позапартійний                   | пенсіонер                                                                  |
| 11                                                      | Охріменко Руслан Володимирович   | 04.11.2010            | вища    | позапартійний                   | Черкаський РВ УМВС України в Черкаській обл., дільничний інспектор міліції |
| 14                                                      | Запорожець Алла Федорівна        | 04.11.2010            | вища    | член Партії регіонів            | СТОВ «Колос», завідувач МТФ№ 2                                             |
| 16                                                      | Храпаченко Світлана Іванівна     | 04.11.2010            | вища    | член Партії регіонів            | СТОВ «Колос», доглядач ВРХ                                                 |
| 17                                                      | Петренко Валентина Петрівна      | 04.11.2010            | вища    | член Партії регіонів            | Вергунівська сільська рада, спеціаліст по обліку населення                 |
| 19                                                      | Нагурна Світлана Василівна       | 04.11.2010            | вища    | член Партії регіонів            | Вергунівська сільська рада, інженер-землевпорядник                         |